# Sipse
Grupo SIPSE es un conglomerado mediático ubicado en México que se extiende a los ramos de la televisión abierta, radio, medios impresos e internet. Fue fundado en 1963 por el empresario yucateco Andrés García Lavín, tras la inauguración del Canal 3 de Mérida, Yucatán. La alianza más destacada que ha establecido esta empresa es con Televisa. Llegó a poseer una empresa especializada en flota de aviones para uso privado. Tuvo intereses en el sector inmobiliario y de la construcción, y además realiza labores de filantropía a través de una fundación.

## Historia
Los orígenes de esta empresa surgieron el 31 de enero de 1963, cuando Andrés García Lavín y Emilio Azcárraga Vidaurreta fundaron la primera estación de televisión en el sureste de México, XHY-TV Canal 3 de Mérida, Yucatán. Posteriormente, el mismo García Lavín que fue uno de los iniciadores de la televisión mexicana, contactó a su antiguo jefe Rómulo O’Farril para establecer en abril de 1965, el diario Novedades de Yucatán. 
Luego en 1967, logró iniciar la primera estación de radio en Frecuencia Modulada de la región con XHGL en el 97.7 de Mérida, y adquirió la XEZ en Mérida, XEROO en Quintana Roo y la XECAM en Campeche. Junto con el desaparecido Grupo Novedades se fundó Novedades de Campeche, Novedades de Quintana Roo, Novedades de Tabasco y Novedades de Acapulco. 
Se inauguraron entre 1968 y 1969, XHTP Canal 9 de Mérida, XHAN Canal 12 de Campeche y XHAA Canal 7 de Tapachula, Chiapas. Reclutando todas las empresas que había creado, Andrés García Lavín fundó Servicios Informativos y Publicitarios del Sureste, cuyas siglas formaron SIPSE. En la década de 1990, el grupo sufre cambios drásticos, comenzando con la reasignación de la señal de XHY, pasando del Canal 3 al Canal 2. La venta de XHAN de Campeche y XHAA de Chiapas a Televisa, la XEZ de Mérida a Grupo RadioFórmula, y Novedades de Tabasco, Novedades de Acapulco y Novedades de Campeche a diversos empresarios locales. 
Creó una aerolínea de renta para uso privado llamada AeroSIPSE, comenzó a invertir en el ramo inmobiliario y de la construcción, debido a su poca rentabilidad Novedades de Yucatán se afilió al periódico Reforma, llegándose a llamar Novedades Reforma, obtuvo las estaciones de radio XHYMT y XHYU, logró una concesión para explotar televisión de paga y nunca la operó, y finalmente se fundó XHCCU Canal 13 de Cancún, Quintana Roo. Además en 1993, la Fundación García Lavín comenzó sus operaciones. 
En el 2000, Novedades Reforma se convirtió en El Mundo al Día. Al llegar el 2004, se fundó el periódico sensacionalista De Peso. En 2006, El Mundo Al Día cerró debido a su poca rentabilidad, y Grupo SIPSE obtuvo una alianza con Grupo Multimedios para crear Milenio Novedades. 
Durante 2007, falleció Andrés García Lavín, la empresa renovó su imagen corporativa y quedaron a cargo del conglomerado sus hijos Alejandro y Gerardo García Gamboa, y se desintegra AeroSIPSE. En 2013, XHY-TV y XHCCU-TV se convierten en franquicias de Gala TV. El 31 de diciembre de 2015, en cumplimiento de lo mandado por el Instituto Federal de Telecomunicaciones se apagaron las señales analógicas de los canales de televisión abierta propiedad de la empresa y se iniciaron transmisiones desde el 9.1 para Mérida y 8.1 para Cancún y zona norte de Quintana Roo.
En 2017, Grupo SIPSE recuperó la identidad de sus canales, dándole fin a la franquicia de Gala TV en el sureste mexicano. XHY pasa a llamarse SIPSE Televisión HD Canal 9.1 y XHCCU se convierte en SIPSE TVCUN 8.1.
En 2018 Grupo SIPSE y Televisa terminan relaciones; la transmisión de TV por parte de Televisa se continúa realizando desde sus propias instalaciones en Tixkokob para la zona de Mérida y sus alrededores, y en la repetidora de Chetumalito para la zona de Cancún.

## Televisión
Grupo SIPSE comenzó sus operaciones, debido al ramo de la Televisión Abierta, en 1963. Llegó a operar estaciones en Yucatán, Campeche, Quintana Roo y Chiapas. La pieza fundamental en la transmisión y producción de contenidos es la alianza estratégica con Grupo Televisa desde su fundación. En 2013, obtuvo la franquicia de Gala TV. En 2017, SIPSE retomó las marcas de sus canales, más sin embargo, en 2021, finalizó las operaciones de televisión debido al no renovar su concesión.
Antiguas estaciones:
- SIPSE Televisión HD Canal 8.1 (XHY-TDT Canal 8.1): Fundada el 31 de enero de 1963 en el Canal 3, es el canal principal de la televisión local en Yucatán. Fue un canal generalista, orientado hacia la familia. Fue conocido como Canal 3, TV3, Canal 2, 2012 Televisión y Gala TV Mérida. Generaba producción propia en conjunto con SIPSE TVCUN, a raíz de la separación con Televisa se alia con productoras independientes como Central FM y El Financiero para complementar su programación. Emitía en alta definición. Su razón social fue Televisora de Yucatán S.A., finalizó sus emisiones el 31 de diciembre de 2021 por vencimiento en su concesión.

- SIPSE TVCUN (XHCCU-TDT Canal 8.1): Fundada el 14 de enero de 1993. Fue la televisora local con mayor cobertura y audiencia en Quintana Roo. Canal generalista, su principal público es la familia. Llegó a ser conocido como Canal 13 y Gala TV Cancún. Genera producción propia en conjunto con SIPSE Televisión HD Canal 9.1, a raíz de la separación con Televisa se alia con productoras independientes como Central FM y El Financiero para complementar su programación. Contaba con una repetidora en Solidaridad para extender su señal hacia el sur del estado. Emitía en alta definición. Igual que su canal hermano XHY-TDT, finalizó sus emisiones el 31 de diciembre de 2021 por vencimiento. Su razón social fue Televisora de Cancún S.A.

Antiguas estaciones:
- Canal 5 Campeche (XHAN-TDT Canal 5.1): Fundada en 1968 en “joint-venture” con Telesistema Mexicano (hoy Televisa), con motivo de retransmisión de la estación XEW-TV para los Juegos Olímpicos de Verano realizados en México ese mismo año. Con el paso del tiempo, se convirtió en repetidora de XHGC-TV. La concesión fue traspasada totalmente a Televisa.

## Radio
La división SIPSE Radio comenzó en 1967, a partir de la fundación de la primera estación de Frecuencia Modulada en el sureste de México. Posteriormente fue engrandeciéndose adquiriendo estaciones, obteniendo licencias y formando franquicias. Su principal herramienta de expansión es la alianza que tiene con Grupo ACIR.
- Kiss FM: Es la frecuencia orientada hacia un público joven y masculino. Transmite la música que es tendencia en la industria, además de rock, electrónica, pop y retro. También destina un horario para la transmisión de programas informativos. Llegó a denominarse Stereo Maya, Xpresión y Mix. Cuenta con tres emisoras: En Mérida, XHGL 97.7; en Campeche, XHCAM 101.9; y XHROO 95.3 desde Chetumal, Quintana Roo.

- La Comadre: Es la estación que está orientada a un público adulto perteneciente al sector popular. Donde la transmisión es mayormente música banda, norteña, tropical y cumbia, además de programas de comedia, programas de revista y programas informativos. Es una franquicia concedida por Grupo ACIR. Cuenta con una emisora: XHYMT 98.5 en Mérida, Yucatán.

- La Nueva Amor: Señal fijada hacia un público adulto con gustos clásicos. Su barra programática es conformada por música romántica, generalmente canciones de balada y boleros. Cuenta con espacios informativos a lo largo del día. Franquicia concedida por Grupo ACIR. Transmite a través de XHYU 100.1 en Mérida, Yucatán.

- La Guadalupána: Frecuencia que mira hacia la audiencia adulta perteneciente al sector popular. Parecido al formato de La Comadre, esta estación emite corridos, música de banda, norteña, cumbia y tropical. Tiene una transmisora: XHROOC 101.7 en Chetumal, Quintana Roo.

## Prensa
SIPSE Prensa cuenta con varias publicaciones en Yucatán, Campeche y Quintana Roo. Llegó a tener periódicos en Tabasco y Guerrero. En este ramo tuvo alianzas con el extinto Grupo Novedades, incluso llegándole a ceder su marca ante su inminente desaparición, y con Grupo Reforma para obtener una franquicia que al final fue reemplazada. Actualmente mantiene un convenio con Grupo Multimedios (a través de Grupo Milenio) para el uso de esa marca.
- Novedades Yucatán: (anteriormente, Novedades Reforma, El Mundo Al Día, Milenio Novedades) Es un periódico diario que es impreso en Mérida y circula por todo el estado de Yucatán que fue fundado en abril de 1965. Publicación generalista, con acentuación en la información política, gubernamental, además del análisis y la opinión. Cuenta con secciones deportivas, espectáculos y vida social.

- Novedades Quintana Roo: Es un periódico diario que se edita e imprime en Cancún y circula en todo el estado de Quintana Roo. Se fundó en 1974, posteriormente como sucesor a la sección Quintana Roo que se editaba en Novedades de Yucatán. Anteriormente se distribuía en todo el estado, pero ante la demanda de agilidad y diversificación de la información, se fraccionó la publicación. Publicación generalista, con acentuación en la información política, gubernamental, además del análisis y la opinión. Cuenta con secciones deportivas, espectáculos y vida social.

- De Peso: Es periódico diario que se edita e imprime en Mérida, Cancún y Chetumal, y se distribuye en los estados de Yucatán y Quintana Roo respectivamente. Fundado en 2004, la publicación se caracteriza por ser un tabloide sensacionalista, pues sus secciones principales son policía, deportes y farándula. Teniendo el estigma de amarillista, pues la nota roja ocupa la mayoría de sus páginas, además del lenguaje coloquial que utiliza. (Página web: depeso.com)

- Novedades Chetumal: Fue un periódico que se editaba e imprimía en Chetumal. Se distribuía en el sur de Quintana Roo y fue fundado en 2013. Fue la primera división que se separó de Novedades de Quintana Roo ante su diversificación y reestructuración. Publicación generalista, con acentuación en la información política, gubernamental, además del análisis y la opinión. Cuenta con secciones deportivas, espectáculos y vida social.

## Incursiones
Grupo SIPSE se ha caracterizado por sus múltiples acciones filantrópicas, así como de acciones para favorecer a los menos favorecidos. La empresa cuenta con la Fundación García Lavín, que fue creada en 1993 para atender a diversas instituciones infantiles y de asistencia pública. Desde 2011, realiza un evento denominado “24 días por 24 horas” en el cual se recaudan juguetes para repartir a los niños sin posibilidades de acceder a un regalo durante las fiestas decembrinas.
Otra incursión del corporativo fue AeroSIPSE, un servicio de aviones privados en disposición de renta, lo que es conocido dentro de este ramo como “Aerotaxis”. Se fundó entre la década de 1990 y desapareció sin dejar rastro hasta hace algunos años.